# Chaussée d'Alsemberg
Pour la route nationale 235 française, voir RN 235.
La chaussée d'Alsemberg (en néerlandais : Alsembergsesteenweg) est une longue avenue de Bruxelles se poursuivant en Flandre et en Wallonie. Elle forme la nationale 235 ou N235.

## Situation et accès
La chaussée d'Alsemberg part de la barrière de Saint-Gilles, traverse les communes de Saint-Gilles, Forest et Uccle dans la Région de Bruxelles-Capitale, et Drogenbos, Linkebeek et Beersel, pour y atteindre la section d'Alsemberg où elle devient la Brusselsesteenweg (chaussée de Bruxelles en français). Sur une grande partie de la partie bruxelloise on y trouve la ligne 18 du tramway de Bruxelles (1968-).

Après Alsemberg, sur Braine-l'Alleud, celle-ci redevient chaussée d'Alsemberg. Sur cette portion on y trouve notamment : l'église de l'Ermite, le château de l'Hermite et le golf de Sept Fontaines.

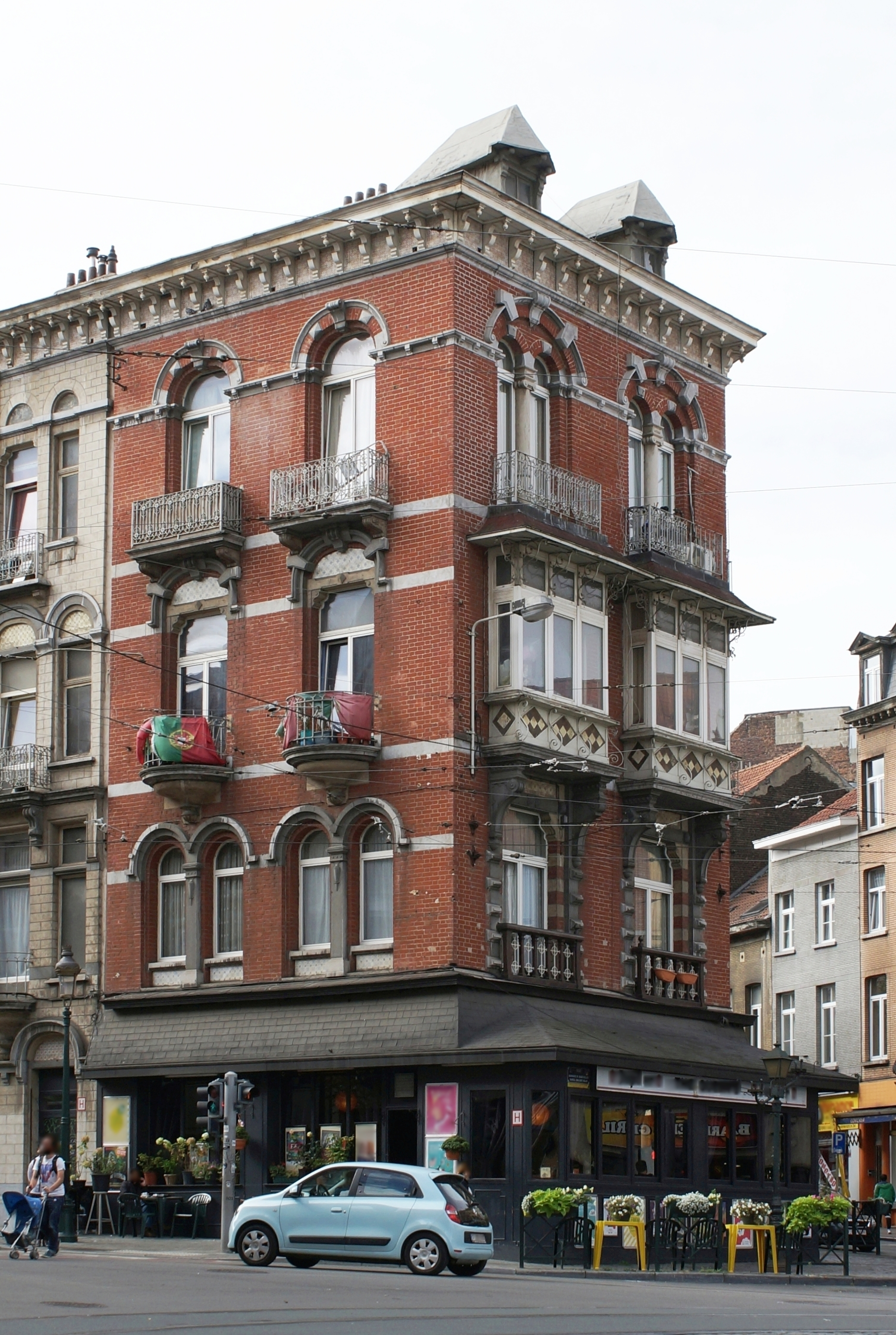
Bâtiment d'Ernest Delune de 1897 situé sur la chaussée à Saint-Gilles.

## Origine du nom
Elle porte le nom de la section d'Alsemberg à laquelle elle mène.

## Historique
Un sentier existait dans les années 1500. La route fut créée entre Saint-Gilles et Calevoet entre 1726 et 1730. Elle fut prolongée vers Alsemberg en 1744.

## Bâtiments remarquables et lieux de mémoire
- Au vieux spijtigen duivel, un des plus vieux établissement de la région bruxelloise.
- Domaine du Rondenbos à Alsemberg